# 형사전문변호사
형사전문변호사는 형사에 관련된 사건을 변호하는 변호사를 가리키는 단어이다. 형법에 의거한 범죄의 사건을 변호하는 변호사가 된다.

## 설명
형사전문변호사는 범죄 사건에 대한 피고인이나 피해자를 변호해주는 역할을 수행하며 대한변호사협회에서 관리하는 직무가 된다. 형사전문변호사는 범죄의 사건을 해결하는데 있어서도 중요한 역할을 수행하며 어떤 범죄를 저지르지도 않았는데 억울하게 누명을 쓴 사람이 있는 경우엔 그사람의 누명을 벗겨주도록 변호하는 역할까지도 수행한다. 형사전문변호사는 서울지방변호사회를 포함하여 각 지역별 변호사회에 소속되어 있으며 각 회에서 정한 규칙에 따라 선정되는 방식으로 운영되고 있다.

## 같이 보기
- 변호사
- 법